# Mandevilla sandwithii
Mandevilla sandwithii är en oleanderväxtart som beskrevs av R. E. Woodson. Mandevilla sandwithii ingår i släktet Mandevilla och familjen oleanderväxter. Inga underarter finns listade i Catalogue of Life.